# Schottische Fußballnationalmannschaft/Weltmeisterschaften
Der Artikel beinhaltet eine ausführliche Darstellung der schottischen Fußballnationalmannschaft bei Weltmeisterschaften. Schottland nahm bisher achtmal an der Endrunde teil, schied dabei aber immer in der Vorrunde aus und ist damit die Mannschaft, die am häufigsten die Vorrunde nicht überstand. In der ewigen Rangliste belegt Schottland den 34. Platz. Im 21. Jahrhundert konnte sich Schottland noch nicht qualifizieren.

## Übersicht
| Jahr | Gastgeberland  | Teilnahme bis …    | Letzte(r) Gegner                  | Ergebnis | Trainer       | Bemerkungen und Besonderheiten |
| ---- | -------------- | ------------------ | --------------------------------- | -------- | ------------- | --- |
| 1930 | Uruguay        | nicht teilgenommen |                                   |          |               | |
| 1934 | Italien        | nicht teilgenommen |                                   |          |               | |
| 1938 | Frankreich     | nicht teilgenommen |                                   |          |               | |
| 1950 | Brasilien      | zurückgezogen      |                                   |          |               | In der Qualifikation belegten die Schotten hinter England den zweiten Platz, wollten als Gruppenzweiter aber nicht an der Endrunde in Brasilien teilnehmen                                               |
| 1954 | Schweiz        | Vorrunde           | Uruguay, Österreich               | 15.      | Andy Beattie  | Höchste Niederlage |
| 1958 | Schweden       | Vorrunde           | Frankreich, Jugoslawien, Paraguay | 14.      | Dawson Walker | |
| 1962 | Chile          | nicht qualifiziert |                                   |          |               | In der Qualifikation an der Tschechoslowakei gescheitert |
| 1966 | England        | nicht qualifiziert |                                   |          |               | In der Qualifikation an Italien gescheitert |
| 1970 | Mexiko         | nicht qualifiziert |                                   |          |               | In der Qualifikation an Deutschland gescheitert |
| 1974 | Deutschland    | Vorrunde           | Zaire, Brasilien, Jugoslawien     | 09.      | Willie Ormond | Ungeschlagen Gruppendritter bei gleicher Punktzahl wie Jugoslawien und Brasilien, aber schlechterer Tordifferenz                                                                                         |
| 1978 | Argentinien    | Vorrunde           | Peru, Iran, Niederlande           | 11.      | Ally MacLeod  | [ 2 ] |
| 1982 | Spanien        | Vorrunde           | Neuseeland, Brasilien, UdSSR      | 15.      | Jock Stein    | |
| 1986 | Mexiko         | Vorrunde           | Dänemark, Deutschland, Uruguay    | 19.      | Alex Ferguson | Während des letzten Qualifikationsspiels gegen Wales erlitt der schottische Nationaltrainer Jock Stein einen Herzinfarkt, an dem er verstarb.                                                            |
| 1990 | Italien        | Vorrunde           | Costa Rica, Schweden, Brasilien   | 18.      | Andy Roxburgh | |
| 1994 | USA            | nicht qualifiziert |                                   |          |               | In der Qualifikation an Italien und der Schweiz gescheitert |
| 1998 | Frankreich     | Vorrunde           | Brasilien, Norwegen, Marokko      | 27.      | Craig Brown   | |
| 2002 | Südkorea/Japan | nicht qualifiziert |                                   |          |               | In der Qualifikation an Kroatien und Belgien gescheitert |
| 2006 | Deutschland    | nicht qualifiziert |                                   |          |               | In der Qualifikation an Italien und Norwegen gescheitert, das in den Play-offs ebenfalls scheiterte |
| 2010 | Südafrika      | nicht qualifiziert |                                   |          |               | In der Qualifikation an den Niederlanden und erneut an Norwegen gescheitert, das als schlechtester Gruppenzweiter aber wieder scheiterte                                                                 |
| 2014 | Brasilien      | nicht qualifiziert |                                   |          |               | In der Qualifikation scheiterte Schottland an Belgien, Kroatien, Mazedonien, Serbien und Wales und stand am 26. März 2013 als erste europäische Mannschaft fest, die sich nicht mehr qualifizieren kann. |
| 2018 | Russland       | nicht qualifiziert |                                   |          |               | In der Qualifikation an England und der Slowakei gescheitert, die sich auch nicht qualifizieren konnte.                                                                                                  |
| 2022 | Katar          | nicht qualifiziert |                                   |          |               | In der Qualifikation wurden die Schotten hinter Dänemark Gruppenzweite und trafen in den Play-offs auf die Ukraine, gegen die sie mit 1:2 verloren.                                                      |

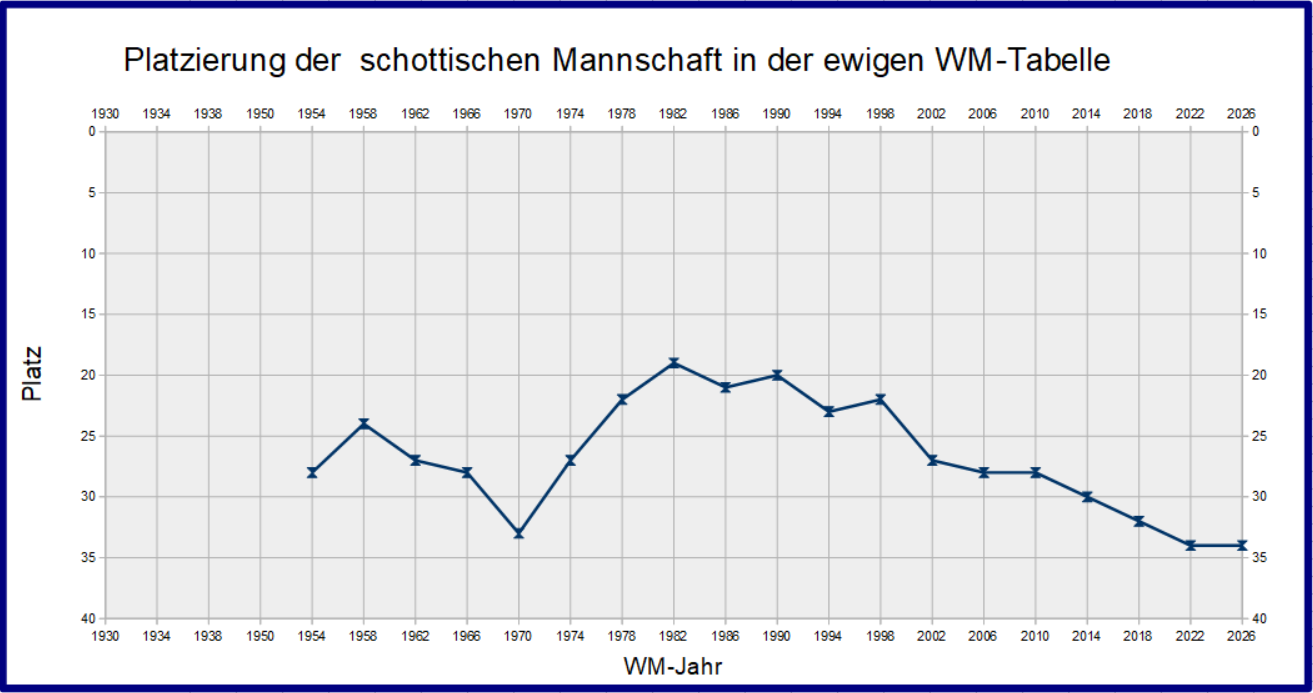
Platzierung der schottischen Mannschaft in der ewigen WM-Tabelle

Statistik (Angaben inkl. 2022: 22 Weltmeisterschaften; Prozentangaben sind gerundet)
- Nicht teilgenommen: dreimal (13,6 %; 1930, 1934, 1938)
- Nicht qualifiziert: neunmal (40,9 %; 1962, 1966, 1970, 1994, 2002, 2006, 2010, 2014 und 2018)
- Auf Endrundenteilnahme verzichtet: einmal (4,5 %; 1950)
- Sportliche Qualifikation: achtmal (36,4 % bzw. 42,1 % der Versuche)
  - Vorrunde: achtmal (36,4 %; 1954, 1958, 1974, 1978, 1982, 1986, 1990 und 1998)

## WM-Turniere

### 1930 in Uruguay bis 1938 in Frankreich
In der Zeit vor dem Zweiten Weltkrieg waren die britischen Fußballverbände noch nicht damit einverstanden, dass Profi-Spieler an Fußball-Weltmeisterschaften teilnehmen. Die schottische Nationalmannschaft nahm deshalb weder an der WM 1930 noch an den Qualifikationswettbewerben für die WM-Endrunden 1934 und 1938 teil.

### 1950 in Brasilien
Die schottische Mannschaft hatte sich durch den zweiten Platz bei den British Home Championships für die Endrunde in Brasilien eigentlich qualifiziert, hatte aber zuvor schon mitgeteilt, nur als Qualifikationssieger teilnehmen zu wollen. Daran hielt der schottische Verband auch fest, als ihr ein Startplatz nach dem Rückzug anderer Mannschaften angeboten wurde.

### 1954 in der Schweiz
Wieder waren die British Home Championship 1953/54 gleichzeitig die Qualifikation für die WM-Endrunde und diesmal nahm Schottland auch als Zweiter teil. Beim letzten Spiel der Championship übernahm mit Andy Beattie erstmals ein Cheftrainer die Verantwortung. Zuvor hatte ein Auswahlkomitee der SFA 82 Jahre lang die Mannschaft zusammengestellt.
In der Schweiz wurde die schottische Mannschaft in eine Gruppe mit Titelverteidiger Uruguay und Österreich sowie der Tschechoslowakei gelost. Da Schottland und die Tschechoslowakei aufgrund des einmaligen Modus nicht gesetzt waren, mussten die Schotten nur gegen Österreich und Uruguay spielen. Gegen die ebenfalls nicht gesetzten Tschechoslowaken wurde dagegen nicht gespielt. In ihrem ersten WM-Spiel verloren die nur mit 13 Spielern angereisten Schotten am 16. Juni 1954 in Zürich mit 0:1 gegen Österreich. Danach folgte ein 0:7 gegen den Titelverteidiger, bis heute die höchste Niederlage der Schotten. Als Gruppendritter schieden die Schotten aus und Andy Beattie trat als Nationaltrainer zurück.

### 1958 in Schweden
Erstmals trat Schottland in der Qualifikation gegen andere europäische Mannschaften an und setzte sich gegen Spanien und die Schweiz mit drei Siegen und einer Niederlage durch. Zur WM sollte eigentlich Matt Busby die Schotten führen, dieser war aber beim Absturz des Flugzeugs, mit dem die Mannschaft von Manchester United von einem Europapokalspiel zurückflog, schwer verletzt worden. Seine Tätigkeit übernahm daher interimsweise Dawson Walker.
Bei der Endrunde, für die sich bis heute zum einzigen Mal auch die anderen britischen Mannschaften qualifiziert hatten und jede in eine andere Gruppe gelost wurde, traf Schottland auf Frankreich, Jugoslawien und Paraguay. Mit nur einem Remis gegen die Jugoslawen, aber Niederlagen gegen Franzosen und Paraguayer schieden die Schotten als Gruppenletzte aus und verabschiedeten sich für 16 Jahre von der WM-Bühne. Mit dem Ausscheiden endete auch die Amtszeit von Interimstrainer Dawson Walker und Matt Busby übernahm wieder die Verantwortung – allerdings nur für zwei Spiele.

### 1962 in Chile
Für die dritte WM in Südamerika konnte sich Schottland nicht qualifizieren. Tschechoslowakei und Irland  waren die Gruppengegner. Nach Abschluss der Gruppenphase hatten Schotten und Tschechoslowaken beide 6:2 Punkte. Da die erzielten Tore keine Rolle spielten, gab es ein Entscheidungsspiel in Brüssel, das die Tschechoslowaken mit 4:2 nach Verlängerung gewannen. Cheftrainer Ian McColl blieb aber im Amt und erhielt in der nächsten Qualifikation eine neue Chance.

### 1966 in England
1966 fand die WM im Nachbarland England statt, für die Schotten ein besonderer Ansporn, sich zu qualifizieren. Mit Italien und Polen wurden aber zwei starke Qualifikationsgegner zugelost. Lediglich Finnland wurde als schwächer eingestuft. Am Ende hatten die Italiener die Nase vorn, da sie im letzten Spiel die bis dahin punktgleichen Schotten mit 3:0 besiegten. Begonnen hatten die Schotten die Qualifikation noch unter Ian McColl, der aber im Mai 1965 Cheftrainer des AFC Sunderland wurde. Sein Nachfolger wurde Jock Stein, dessen Amtszeit mit der verpassten Qualifikation endete. Ihm folgte zunächst John Prentice, dann Malcolm McDonald, ehe Bobby Brown während der Qualifikation zur Fußball-EM 1968 das Amt übernahm.

### 1970 in Mexiko
Für die erste WM-Endrunde in Mittelamerika war Schottland in eine Qualifikations-Gruppe mit Deutschland, Österreich und Zypern gelost worden. Vor dem vorletzten Spiel hatten die Schotten 7:1 und Deutschland 9:1 Punkte, die Schotten mussten aber noch in Deutschland und Österreich antreten. Am 22. Oktober 1969 kam es Hamburg zum entscheidenden Spiel. Die Schotten, die noch nie gegen Deutschland verloren hatten, gingen bereits in der 3. Minute durch Jimmy Johnstone in Führung, die aber durch Klaus Fichtel mit seinem einzigen Länderspieltor in der 11. Minute ausgeglichen wurde. Gerd Müller gelang in der 60. Minute die 2:1-Führung für die deutsche Mannschaft, die aber Alan Gilzean zwei Minuten später ausgleichen konnte. Da den Deutschen voraussichtlich ein Remis reichte, während die Schotten gewinnen mussten bzw. bei einem Remis hoch in Österreich gewinnen mussten, drängten die Schotten auf den Siegtreffer. In diese Drangphase fiel die endgültige Entscheidung für die Deutschen durch ein Tor von Reinhard Libuda. Schottland verlor dann auch noch das letzte bedeutungslose Spiel gegen Österreich mit 0:2. Trotz der erfolglosen Qualifikation blieb Bobby Brown als Nationaltrainer im Amt, trat dann aber in der laufenden Qualifikation für die EM 1972 zurück. Sein Nachfolger wurde Tommy Docherty.

### 1974 in Deutschland

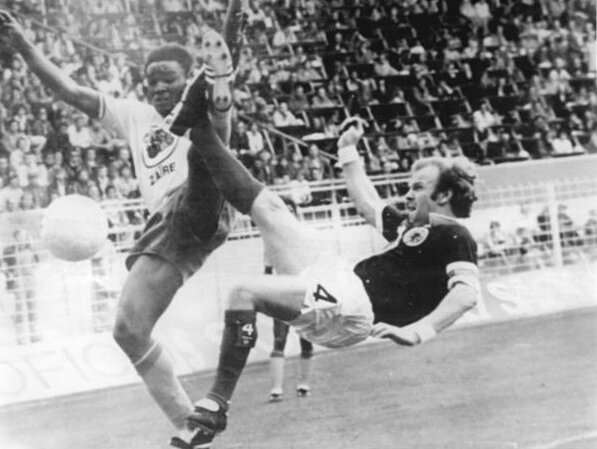
Szene aus dem Spiel gegen Zaire, Zweikampf zwischen Billy Bremner und Maku Mayanga (links)

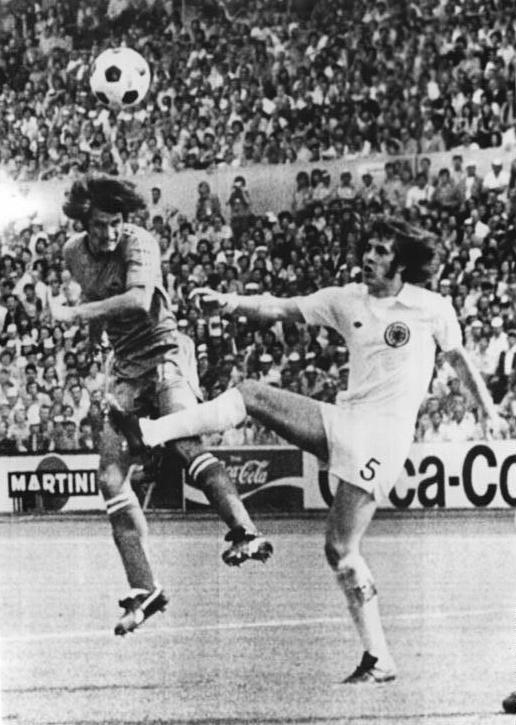
Szene aus dem Spiel gegen Jugoslawien, Dušan Bajević (Jugoslawien, links) beim Kopfball auf das schottische Tor. Rechts Jim Holton (Schottland)

Erstmals konnte sich Schottland für eine WM qualifizieren, für die sich England nicht qualifizieren konnte. In einer Gruppe mit der Tschechoslowakei und Dänemark konnten sich die Schotten bereits am vorletzten Spieltag durch einen Heimsieg gegen die Tschechoslowakei für die Endrunde qualifizieren. Die abschließende Niederlage in der Tschechoslowakei konnte daher verkraftet werden. Sie profitierten dabei davon, dass die Tschechoslowakei in Dänemark einen Punkt liegengelassen hatte. Begonnen hatten sie die Qualifikation unter Tommy Docherty, der aber im Dezember 1972 den Cheftrainerposten bei Manchester United übernahm. Sein Nachfolger wurde Willie Ormond, der die Qualifikation erfolgreich abschloss.
Bei der Endrunde trafen sie im ersten Spiel auf WM-Neuling Zaire und kamen nicht über ein 2:0 hinaus. In den Spielen gegen Titelverteidiger Brasilien und Jugoslawien gab es keine Sieger und da auch Brasilien und Jugoslawien sich im Eröffnungsspiel torlos getrennt hatten, waren die gegen Zaire erzielten Tore für die Platzierungen entscheidend. Da waren dann die zwei Tore, die die Schotten erzielt hatten, zu wenig, denn Brasilien hatte mit 3:0 und Jugoslawien gar mit 9:0 gegen die Afrikaner gewonnen, womit die Jugoslawen den Rekord von Ungarn aus dem Jahr 1954 gegen Südkorea einstellten. Damit schieden die Schotten ungeschlagen aus.

### 1978 in Argentinien
Auch für die vierte WM in Südamerika konnte sich Schottland wieder qualifizieren, während England sich erneut nicht qualifizieren konnte. Wieder traf die Mannschaft auf die Tschechoslowakei und zudem Wales. Da die Schotten alle Heimspiele und zudem in Wales gewannen, während die Tschechoslowaken nur ihre Heimspiele gewannen, hatten die Schotten am Ende wieder die Nase vorn. In die ersten beiden Qualifikationsspiele waren die Schotten noch unter Willie Ormond gegangen und auch ein anschließendes Freundschaftsspiel gegen Schweden hatten sie unter seiner Leitung gewonnen, dann wurde er aber durch Ally MacLeod ersetzt.
In Argentinien verloren sie das erste Gruppenspiel gegen Peru mit 1:3. Gegen WM-Neuling Iran reichte es dann nur zu einem 1:1. Im letzten Gruppenspiel gegen Vizeweltmeister Niederlande gelang dann ein 3:2-Sieg. Damit hatten beide 3:3 Punkte, die Niederländer aber die bessere Tordifferenz – der direkte Vergleich spielte daher keine Rolle. Damit schieden die Schotten wieder als Gruppendritter aus. Nationaltrainer Ally MacLeod blieb noch bis zum ersten Spiel nach der WM, einem mit 2:3 gegen Österreich verlorenen EM-Qualifikationsspiel, im Amt, wurde dann aber entlassen und durch Jock Stein ersetzt.

### 1982 in Spanien
Erstmals wurde die europäische Qualifikation überwiegend in Fünfergruppen durchgeführt, wobei sich die beiden Gruppenbesten für die Endrunde qualifizierten. Schottland qualifizierte sich als Gruppensieger vor Nordirland, das sich erstmals seit 1958 wieder qualifizieren konnte, und vor Schweden, der Portugal und Israel. Perfekt gemacht wurde die Qualifikation durch ein 0:0 in Nordirland am vorletzten Spieltag. Die anschließende einzige Niederlage in Portugal konnte da verkraftet werden.
In Spanien trafen die Schotten im ersten Gruppenspiel auf WM-Neuling Neuseeland und gewannen mit 5:2, verloren dann aber das nächste Spiel gegen Titelfavorit Brasilien mit 1:4. Im letzten entscheidenden Gruppenspiel gegen die Sowjetunion erreichten sie nur ein 2:2. Damit waren beide punktgleich, aber da die Sowjetunion gegen Brasilien nur mit 1:2 verloren und Neuseeland mit 3:0 geschlagen hatte, sprach die Tordifferenz gegen die Schotten, die damit wieder als Dritter ausschieden.

### 1986 in Mexiko
Für die zweite WM in Mexiko qualifizierte sich Schottland über den Umweg der Interkontinentalen Playoffs. Da Schottland in eine Vierergruppe gelost wurde, war die Mannschaft als Zweitplatzierter hinter Spanien nicht wie die Zweitplatzierten der Fünfergruppen direkt qualifiziert. Stattdessen mussten die Schotten zuerst die Australier empfangen, die sie mit 2:0 besiegten, und dann nach Australien reisen. Dort reichte ihnen ein 0:0 für die Qualifikation.
Begonnen hatten die Schotten die Qualifikation unter Jock Stein, der sich Alex Ferguson, der zeitgleich Trainer des FC Aberdeen war, als Assistenztrainer an seine Seite geholt hatte. Im letzten Qualifikationsspiel gegen Wales benötigten die Schotten noch einen Punkt, um die Play-offs zu erreichen. Die Waliser führten bis zur 81. Spielminute mit 1:0. Dann bekamen die Schotten einen Strafstoß zugesprochen. Davie Cooper, der in der 61. Minute eingewechselt worden war, traf zum 1:1-Ausgleich. In der allgemeinen Aufregung erlitt Jock Stein seinen zweiten Herzinfarkt, Wiederbelebungsversuche im Krankenzimmer des Stadions schlugen fehl, er verstarb noch am Ort.  Alex Ferguson übernahm anschließend bis nach der WM den Cheftrainerposten.
In Mexiko trafen sie im ersten Gruppenspiel auf WM-Neuling Dänemark und unterlagen mit 0:1. Im zweiten Gruppenspiel gegen Vizeweltmeister Deutschland brachte sie Gordon Strachan in der 18. Minute in Führung. Rudi Völler und Klaus Allofs gelang aber noch die Wende. Im letzten Gruppenspiel gelang ihnen trotz 89-minütiger personeller Überlegenheit – José Batista hatte bereits in der 1. Minute die Rote Karte erhalten – kein Tor gegen Uruguay, das ebenfalls keins erzielte. Dadurch belegte Schottland nur den letzten Platz. während Uruguay als einer der vier besten Gruppendritten ins Achtelfinale einzog.

### 1990 in Italien
In die Qualifikation gingen die Schotten unter Nationaltrainer Andy Roxburgh, der nach der WM 1986 das Amt übernommen hatte. Mit vier Heimsiegen und je zwei Remis und Niederlagen in den Auswärtsspielen qualifizierten sich die Schotten als Gruppenzweiter hinter Jugoslawien für die zweite WM in Italien. Frankreich, Norwegen und Zypern hatten das Nachsehen.
In Italien verloren sie das erste Gruppenspiel gegen WM-Neuling Costa Rica mit 0:1. Gegen Schweden gelang dann ein 2:1-Sieg, aber nach einem 0:1 gegen Brasilien reichte es nur zum dritten Platz. Da Schottland der schlechteste Gruppendritte war, bedeutete dies wieder das Aus in der Vorrunde.

### 1994 in den Vereinigten Staaten
Für die WM in den USA konnte sich Schottland nicht qualifizieren. In einer Sechsergruppe belegten die Schotten hinter Italien, der Schweiz und Portugal nur den vierten Platz. Nur Malta und Estland, gegen die die einzigen Siege gelangen, konnte Schottland hinter sich lassen. Da sich auch England nicht qualifizieren konnte, war zum ersten Mal nach dem Zweiten Weltkrieg keine britische Mannschaft bei der WM-Endrunde vertreten. Andy Roxburgh trat nach dem drittletzten Qualifikationsspiel nach sieben Amtsjahren als Nationaltrainer zurück, sein Nachfolger wurde Craig Brown.

### 1998 in Frankreich
Nach der verpassten WM-Endrunde von 1994 konnte sich Schottland zunächst unter dem neuen Nationaltrainer Craig Brown für die EM 1996 in England und dann auch wieder für die WM-Endrunde 1998 qualifizieren. Dabei wurde in der Qualifikation hinter Österreich, aber vor Schweden, Lettland, Estland und Belarus der zweite Platz belegt. Schottland baute dabei wieder auf seine Heimstärke, konnte als einzige Mannschaft alle Heimspiele gewinnen und verlor nur das Spiel in Schweden.
In Frankreich wurde zunächst im Eröffnungsspiel gegen Titelverteidiger Brasilien mit 1:2 verloren. Gegen Norwegen reichte es nur zu einem 1:1 und gegen Marokko wurde sogar mit 0:3 verloren. Damit schied Schottland als Gruppenletzter zum achten Mal in der Vorrunde aus und verabschiedete sich für mindestens 20 Jahre von der WM-Bühne. Marokko nutzte der Sieg aber auch nichts, da Norwegen überraschend gegen Brasilien gewann.

### 2002 in Südkorea und Japan
Für die erste WM-Endrunde in Asien konnte sich Schottland nicht qualifizieren. In einer Fünfer-Qualifikationsgruppe wurde hinter Kroatien und Belgien vor Lettland und San Marino nur der dritte Platz belegt. Dabei verloren die Schotten nur in Belgien, konnten aber die Heimspiele gegen Kroatien und Belgien nicht gewinnen. Zudem geizten sie gegen Lettland und San Marino mit Toren. Nach der verpassten Qualifikation trat Craig Brown von seinem Amt als Cheftrainer zurück. Mit neun Amtsjahren war er der am längsten amtierende schottische Nationaltrainer.

### 2006 in Deutschland
In die Qualifikation für die zweite WM in Deutschland gingen die Schotten mit Berti Vogts als Nationaltrainer, der als erster Nichtschotte die Mannschaft trainierte. Er war nach der verpassten Qualifikation für die WM 2002 berufen worden, hatte aber auch die Qualifikation für die EM 2004 verpasst. Schottland musste sich wieder mit Italien und Norwegen auseinandersetzen. Weitere Gegner waren Slowenien, Belarus und Moldau. Nachdem aus den ersten drei Spielen nur zwei Punkte geholt wurden, trat Vogts zurück. Sein Nachfolger wurde Walter Smith. Im fünften Gruppenspiel gelang dann gegen die Moldau der erste Sieg. Weitere Siege gelangen noch in Norwegen und am letzten Spieltag gegen Slowenien, ansonsten war die schottische Qualifikation von Unentschieden bestimmt. Mit fünf Punkten Abstand wurde dann nur Platz 3 belegt. 2007 trat auch Smith vom Posten den Nationaltrainers zurück.

### 2010 in Südafrika
In der Qualifikation zur ersten WM in Afrika reichte es ebenfalls nur zu Platz 3. Schottland begann die Qualifikation unter George Burley. In einer Gruppe mit der dominierenden Niederländischen Mannschaft, die alle acht Spiele gewann und 14 Punkte mehr hatte als Schotten und Norweger, die als schlechtester Gruppenzweiter die Playoffs verpassten, wurde wieder nur der dritte Platz belegt. Nur gegen Mazedonien (einmal) und Island (zweimal) konnte Schottland gewinnen. Nach der verpassten Qualifikation und einer 0:3-Niederlage in einem Freundschaftsspiel gegen Wales wurde Burley am 16. November 2009 entlassen.

### 2014 in Brasilien
Vier Jahre später verlief die Qualifikation für die zweite WM in Brasilien noch schlechter. Diesmal wurde hinter Belgien, Kroatien und Serbien nur der vierte Platz vor Wales und Mazedonien belegt. Dabei gewannen die Schotten zwar zwei Auswärtsspiele (in Kroatien und Mazedonien), konnten von den Heimspielen aber nur das Spiel gegen Kroatien gewinnen, das zu dem Zeitpunkt schon als Gruppenzweiter feststand, aber keine Chance mehr hatte, Erster zu werden. Begonnen hatten die Schotten die Qualifikation unter Craig Levein, der aber im November 2012 nach den schlechten Ergebnissen in den ersten vier Qualifikationsspielen entlassen wurde. Sein Nachfolger wurde Gordon Strachan, der zumindest eine ausgeglichene Bilanz in den Qualifikationsspielen erreichte: 3 Siege und 3 Niederlagen.

### 2018 in Russland
In der Qualifikation, die im September 2016 begann trafen die Schotten auf Nachbar England, die Slowakei, Slowenien, Litauen und Malta. Die Schotten hatten bis zum letzten Spieltag noch die Chance sich zumindest hinter England für die Playoffspiele der Gruppenzweiten zu qualifizieren, benötigten dazu aber einen Sieg in Slowenien oder bei einem Remis die Hilfe der Malteser gegen die Slowaken. Zwar gingen die Schotten in der 32. Minute in Führung, mussten aber 20 Minuten später den Ausgleich hinnehmen und gerieten weitere 20 Minuten später in Rückstand. Der Ausgleich eine Minute vor dem Spielende war dann zu wenig, da die Slowaken im Parallelspiel gegen Malta mit 3:0 gewannen. Sie hatten dadurch bei gleicher Punktzahl mit fünf weniger kassierten Gegentoren die Nase vorn. Hier waren die Schotten ein Opfer der Drei-Punkte-Regel, da sie bei einer Zwei-Punkte-Regel einen Punkt mehr gehabt hätten und dann auch die Playoffs der Gruppenzweiten erreicht hätten, die die Slowaken als schlechteste Gruppenzweite verpassten. Mit der verpassten Qualifikation endete die Amtszeit von Nationalmannschaftsmanager Gordon Strachan.

### 2022 in Katar
In der Qualifikation waren Dänemark, Österreich, Israel, die Färöer und die Republik Moldau die Gegner. Die Schotten starteten im März 2021 mit zwei Remis (2:2 gegen Österreich und 1:1 in Israel) sowie einem 4:0-Sieg gegen die Färöer. Im September verloren sie dann in Dänemark mit 0:2, gewannen aber gegen Moldau und in Österreich mit 1:0. Auch die folgenden Spiele gewannen sie, da aber die Dänen ihre ersten acht Spiele gewonnen hatten, konnten die Schotten nach ihren ersten acht Spielen nur noch Zweiter werden, was dann auch bereits vor dem letzten Spiel – einem 2:0-Sieg gegen die Dänen – feststand. Damit waren sie für die Play-offs der Gruppenzweiten und zwei Qualifikanten aus der UEFA Nations League 2020/21 qualifiziert. Hier sollten sie im März 2022 zunächst gegen die Ukraine antreten. Wegen des Kriegs in der Ukraine wurde das Spiel gegen die Ukraine in beiderseitigem Einvernehmen und mit Zustimmung der UEFA und FIFA, und daraus folgend auch das Finale des Wegs A, in den Juni verschoben. Die Schotten konnten ihr Heimrecht nicht nutzen und verloren mit 1:2. Hätten sie gegen die Ukraine gewonnen, hätten sie in Wales um das letzte europäische WM-Ticket gespielt und wären dann bei der WM auf England, den Iran und die USA getroffen, womit erstmals zwei britische Männer-Mannschaften in einem WM-Spiel aufeinander treffen würden, was auch der Fall ist wenn sich Wales zum ersten Mal nach 1958 wieder qualifiziert.

### 2026 in Kanada, Mexiko und USA
In der Qualifikation treffen die Schotten ab September 2025 auf Dänemark, Griechenland und Belarus. Gegen die Griechen scheiterten die Schotten im März in der Relegation um den Verbleib in Liga A der UEFA Nations League. Nach einem 1:0-Sieg in Griechenland verloren sie daheim mit 0:3, wodurch sie in Liga B absteigen.

## Spieler

### Rangliste der schottischen WM-Spieler mit den meisten Einsätzen
01. Jim Leighton 9 bei 3 Turnieren
02. Kenny Dalglish 8 bei 3 Turnieren
03. Joe Jordan 7 bei 3 Turnieren
04. Roy Aitken, Alan Rough, Graeme Souness und  Gordon Strachan 6 bei 2  bzw. 3 (Souness) Turnieren
07. Martin Buchan, Maurice Malpas, Alex McLeish, Danny McGrain, Willie Miller und  David Narey 5 bei 2 bzw. 3 (McLeish) Turnieren

### Rangliste der schottischen WM-Spieler mit den meisten Toren
1. Joe Jordan – 4 Tore
2. Kenny Dalglish, Archie Gemmill und John Wark – je 2 Tore

### WM-Kapitäne
- 1954: Willie Cunningham
- 1958: Tommy Younger, Bobby Evans (3. Spiel)
- 1974: Billy Bremner
- 1978: Bruce Rioch, Archie Gemmill (2. Spiel)
- 1982, 1986: Graeme Souness, Willie Miller (3. Spiel 1986)
- 1990: Roy Aitken
- 1998: Colin Hendry

### Anteil der im Ausland spielenden Spieler im WM-Kader
In allen schottischen WM-Kadern standen Spieler, die in England spielten. Legionäre, die in anderen Ländern spielten, wurden dagegen nur sehr wenige berufen.
| Jahr (Spiele) | Anzahl (Länder)                                           | Spieler (Einsätze) |
| ------------- | --------------------------------------------------------- | --- |
| 1954 (2)      | 7 (in England)                                            | Jock Aird (2), Johnny Anderson (0), Allan Brown (2), Willie Cunningham (2), Tommy Docherty (2), Jackie Henderson (2), Alex Wilson (0) |
| 1958 (3)      | 6 (in England)                                            | Tommy Docherty (0), John Hewie (2), Stewart Imlach (2), Jackie Mudie (3), Alex Parker (1), Tommy Younger (2) |
| 1974 (3)      | 12 (in England)                                           | Billy Bremner (3), Martin Buchan (2), Peter Cormack (0), Willie Donachie (0), David Harvey (3), Jim Holton (3), Tommy Hutchison (2), Joe Jordan (3), Denis Law (1), Peter Lorimer (3), Gordon McQueen (0), Willie Morgan (2)                                                        |
| 1978 (3)      | 15 (in England)                                           | Jim Blyth (0), Martin Buchan (3), Kenny Burns (2), Kenny Dalglish (3), Willie Donachie (2), Archie Gemmill (3), Asa Hartford (3), Willie Johnston (1), Joe Jordan (3), Lou Macari (2), Don Masson (1), Gordon McQueen (0), Bruce Rioch (2), John Robertson (1), Graeme Souness (1), |
| 1982 (3)      | 13 (12 in England, 1 in Italien)                          | Steve Archibald (3), Alan Brazil (2), Kenny Dalglish (2), Allan Evans (1), George Burley (0), Frank Gray (3), Alan Hansen (3), Asa Hartford (1), John Robertson (3), Graeme Souness (3), John Wark (3), George Wood (0); Joe Jordan (1)                                             |
| 1986 (3)      | 9 (7 in England, 1 in Italien, 1 in Spanien)              | Arthur Albiston (1), Andy Goram (0), Frank McAvennie (2), Steve Nicol (3), Charlie Nicholas (2), Graeme Sharp (1), Gordon Strachan (3), Chris Woods (0); Chris Waddle (7); Graeme Souness (2); Steve Archibald (1)                                                                  |
| 1990 (3)      | 9 (2 in Deutschland, 7 in England)                        | Murdo MacLeod (2), Alan McInally (1); Gordon Durie (1), Robert Fleck (2), Gary Gillespie (1), Bryan Gunn (0), Jim Leighton (3), Gary McAllister (0), Stuart McCall (3), |
| 1998 (3)      | 10 (8 in England, 1 in Frankreich, 1 in den Niederlanden) | Colin Calderwood (2), Christian Dailly (3), Matt Elliott (0), Kevin Gallacher (3), Scot Gemmill (0), Colin Hendry (3), Billy McKinlay (2), Neil Sullivan (0); John Collins (3); Scott Booth (1)                                                                                     |

### Bei Weltmeisterschaften gesperrte Spieler
- 1998: Im zweiten Gruppenspiel gegen Norwegen erhielt Darren Jackson die zweite gelbe Karte und war für das letzte Gruppenspiel gesperrt. Im letzten Gruppenspiel gegen Marokko erhielt Craig Burley die Rote Karte, die aufgrund des Ausscheidens keinen weiteren Effekt für das Turnier hatte.

## Spiele
Schottland bestritt bisher 23 WM-Spiele, davon wurden vier gewonnen, sieben endeten remis und 12 wurden verloren. Schottland spielte nie gegen den späteren Weltmeister, aber dreimal gegen den Titelverteidiger: 1954 gegen Uruguay sowie 1974 und 1998 (Eröffnungsspiel) gegen Brasilien und konnte nie gewinnen. Schottland spielte nie gegen den Gastgeber.
Schottland traf fünfmal auf WM-Neulinge: 1974/Zaire, 1978/Iran, 1982/Neuseeland, 1986/Dänemark, 1990/Costa Rica.
Häufigste Gegner sind Brasilien (4-mal) sowie Jugoslawien und Uruguay (je 2-mal)
| Alle WM-Spiele |               |           |                |   |                                                  |                              | |
| Nr.            | Datum         | Ergebnis  | Gegner         |   | Austragungsort                                   | Anlass                       | Bemerkung |
| 1              | 16. Juni 1954 | 0:1 (0:1) | Österreich     | * | Hardturm-Stadion, Zürich (CHE)                   | Gruppenspiel                 | Erstes Länderspiel auf neutralem Platz |
| 2              | 19. Juni 1954 | 0:7 (0:2) | Uruguay (TV)   | * | St. Jakob-Park, Basel (CHE)                      | Gruppenspiel                 | Erstes Länderspiel gegen Uruguay, erstes Spiel gegen einen amtierenden Weltmeister, höchste Niederlage Schottlands, letztes Spiel der ersten Amtszeit von Andy Beattie |
| 3              | 8. Juni 1958  | 1:1 (0:1) | Jugoslawien    | * | Arosvallen, Västerås (SWE)                       | Gruppenspiel                 | |
| 4              | 11. Juni 1958 | 2:3 (1:2) | Paraguay       | * | Idrottspark, Norrköping (SWE)                    | Gruppenspiel                 | Erstes Spiel gegen Paraguay |
| 5              | 15. Juni 1958 | 1:2 (0:2) | Frankreich     | * | Eyravallen, Örebro (SWE)                         | Gruppenspiel                 | Letztes Spiel unter Interimstrainer Dawson Walker |
| 6              | 14. Juni 1974 | 2:0 (2:0) | Zaire          | * | Westfalenstadion, Dortmund (BRD)                 | Erste Finalrunde             | Erstes Länderspiel gegen Zaire |
| 7              | 18. Juni 1974 | 0:0       | Brasilien (TV) | * | Waldstadion, Frankfurt (BRD)                     | Erste Finalrunde             | |
| 8              | 22. Juni 1974 | 1:1 (0:0) | Jugoslawien    | * | Waldstadion, Frankfurt (BRD)                     | Erste Finalrunde             | |
| 9              | 3. Juni 1978  | 1:3 (1:1) | Peru           | * | Estadio Olímpico Chateau Carreras, Córdoba (ARG) | Erste Finalrunde             | |
| 10             | 7. Juni 1978  | 1:1 (1:0) | Iran           | * | Estadio Olímpico Chateau Carreras, Córdoba (ARG) | Erste Finalrunde             | Erstes Länderspiel den Iran |
| 11             | 11. Juni 1978 | 3:2 (1:1) | Niederlande    | * | Estadio Ciudad de Mendoza, Mendoza (ARG)         | Erste Finalrunde             | |
| 12             | 15. Juni 1982 | 5:2 (3:0) | Neuseeland     | * | Estadio La Rosaleda, Málaga (ESP)                | Erste Finalrunde             | Erstes Länderspiel gegen Neuseeland |
| 13             | 18. Juni 1982 | 1:4 (1:1) | Brasilien      | * | Estadio Benito Villamarín, Sevilla (ESP)         | Erste Finalrunde             | |
| 14             | 22. Juni 1982 | 2:2 (1:0) | Sowjetunion    | * | Estadio La Rosaleda, Málaga (ESP)                | Erste Finalrunde             | |
| 15             | 4. Juni 1986  | 0:1 (0:0) | Dänemark       | * | Estadio Neza 86, Nezahualcóyotl (MEX)            | Gruppenspiel                 | |
| 16             | 8. Juni 1986  | 1:2 (1:1) | BR Deutschland | * | Estadio La Corregidora, Querétaro (MEX)          | Gruppenspiel                 | |
| 17             | 13. Juni 1986 | 0:0       | Uruguay        | * | Estadio Neza 86, Nezahualcóyotl (MEX)            | Gruppenspiel                 | Letztes Spiel unter Trainer Alex Ferguson |
| 18             | 11. Juni 1990 | 0:1 (0:0) | Costa Rica     | * | Stadio Luigi Ferraris, Genua (ITA)               | Gruppenspiel                 | Erstes Länderspiel gegen Costa Rica |
| 19             | 16. Juni 1990 | 2:1 (1:0) | Schweden       | * | Stadio Luigi Ferraris, Genua (ITA)               | Gruppenspiel                 | |
| 20             | 20. Juni 1990 | 0:1 (0:0) | Brasilien      | * | Stadio delle Alpi, Turin (ITA)                   | Gruppenspiel                 | |
| 21             | 10. Juni 1998 | 1:2 (1:1) | Brasilien (TV) | * | Stade de France, Saint-Denis (FRA)               | Gruppenspiel/Eröffnungsspiel | |
| 22             | 16. Juni 1998 | 1:1 (0:0) | Norwegen       | * | Stade du Parc Lescure, Bordeaux (FRA)            | Gruppenspiel                 | |
| 23             | 23. Juni 1998 | 0:3 (0:1) | Marokko        | * | Stade Geoffroy-Guichard, Saint-Étienne (FRA)     | Gruppenspiel                 | Erstes Länderspiel gegen Marokko |

## Rekorde
- Die häufigsten Vorrundenpaarungen (je 4 ×): Schottland gegen Brasilien (1974, 1982, 1990 und 1998) sowie Brasilien gegen Mexiko (1950, 1954, 1962 und 2014), Frankreich gegen Mexiko (1930, 1954, 1966 und 2010) und Argentinien gegen Nigeria (1994, 2002, 2010 und 2014)
- Ein Schotte erzielte ein Jubiläumstour: Bobby Collins am 11. Juni 1958 mit dem 2:3-Endstand gegen Paraguay das 500. WM-Tor.

### Negativrekorde
- Schottland schied am häufigsten in der Vorrunde aus: bei 8 von 8 Teilnahmen

## Besonderheiten
- Der schnellste Platzverweis erfolgte im Spiel Schottland gegen Uruguay: Der Uruguayer José Batista wurde nach 56 Sekunden durch Schiedsrichter Joël Quiniou (Frankreich) vom Platz gestellt. Schottland konnte die 89-minütige numerische Überzahl nicht nutzen und kam nicht über ein 0:0 hinaus.
- Schottland ist die erste Mannschaft die ungeschlagen nach der Vorrunde als Gruppendritter ausschied (1974). Später (1982, 1998 beziehungsweise 2010) passierte dies auch Kamerun, Belgien und Neuseeland (Schottland dabei nur auf Grund der schlechteren Tordifferenz). Schottland war 1974 zudem das einzige Team, das während des Turniers ungeschlagen blieb (Unentschieden gegen Brasilien und Jugoslawien, Sieg gegen Zaire), während Weltmeister Deutschland in der Vorrunde gegen die DDR verlor. Kamerun schied 1982 nur aufgrund der weniger geschossenen Tore aus (2. Platz Italien 2:2 Tore und 3 Punkte, 3. Platz Kamerun 1:1 Tore und 3 Punkte).
- Bei der WM 1978 schied Schottland auf Grund der schlechteren Tordifferenz gegenüber den Niederlanden aus, obwohl sie den direkten Vergleich gewonnen hatten. Zuvor war dies bei der WM 1970 schon Schweden passiert, das aus dem gleichen Grund gegenüber Uruguay ausschied.

## Höchste Siege und Niederlagen
Die schottische Mannschaft erzielte ihre höchsten Siege gegen folgende Länder bei WM-Turnieren:
- Neuseeland: 1. Finalrunde 1982 5:2 (einziger Sieg gegen Neuseeland)
- Zaire: 1. Finalrunde 1974 2:0 (einziges Spiel gegen Zaire bzw. die Demokratische Republik Kongo)

Gegen folgende Länder kassierte die schottische Mannschaft ihre höchsten Niederlagen bei WM-Turnieren:
- Brasilien: 1. Finalrunde 1982 1:4
- Costa Rica: Vorrunde 1990 0:1 (einziges Spiel gegen Costa Rica)
- Marokko: Vorrunde 1998 0:3 (einziges Spiel gegen Marokko)
- Paraguay: Vorrunde 1958 2:3 (einziges Spiel gegen Paraguay)
- Peru: 1. Finalrunde 1978 1:3 (einzige Niederlage gegen Peru)
- Uruguay: Vorrunde 1954 – 0:7 (höchste Niederlage)